# Geopfad Kaisberg
Koordinaten: 51° 23′ 13,1″ N, 7° 24′ 55,8″ O

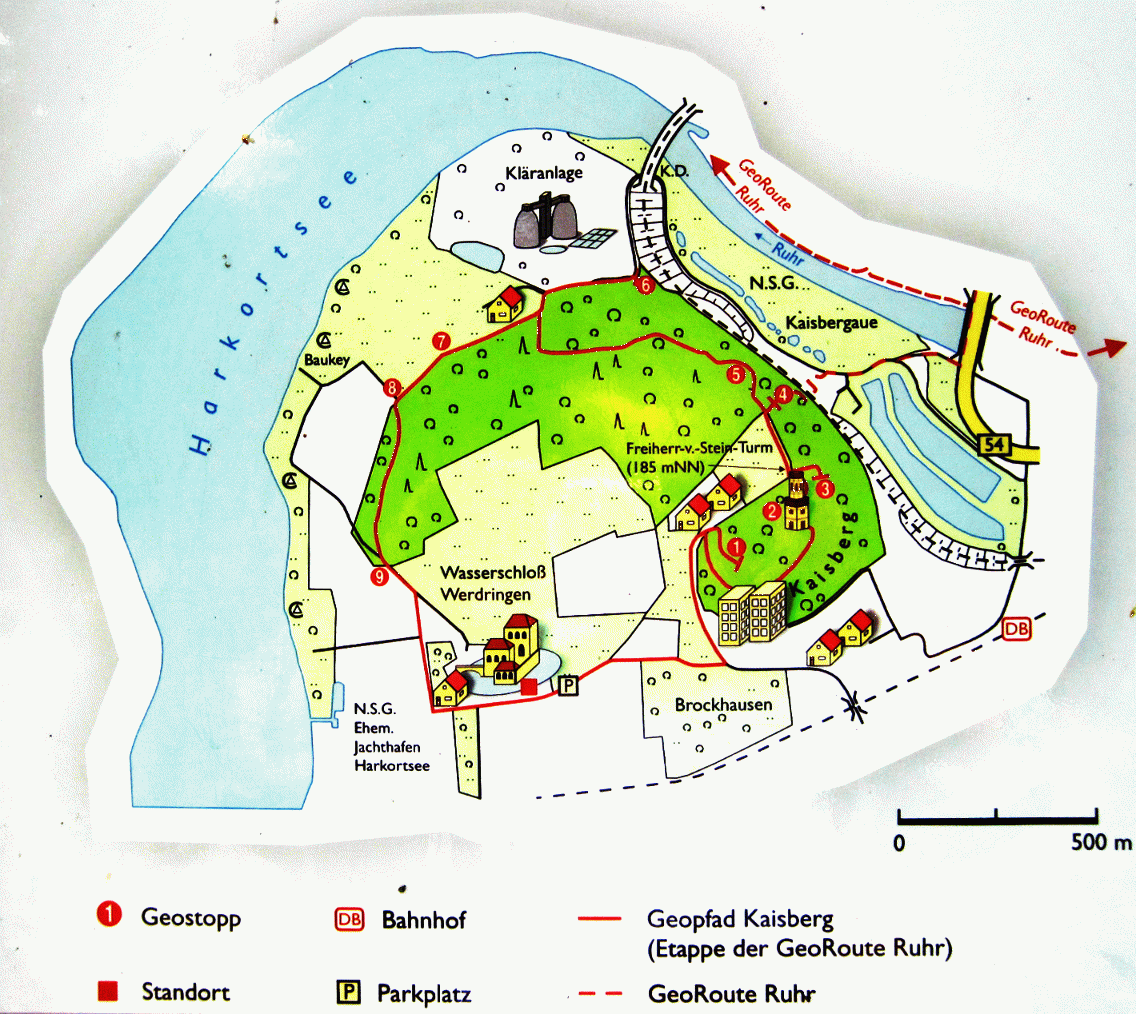
Geopfad Kaisberg

Der Geopfad Kaisberg ist ein Rundwanderweg um den Kaisberg südwestlich von Herdecke. 
Mitte 2008 wurde der Wanderpfad fertiggestellt, finanziert durch eine Kooperation der Stadt Hagen, dem Regionalverband Ruhr, dem Förderverein des Geoparks Ruhrgebiet sowie der Firma Wikinger Reisen als Sponsor. Der Rundweg ist 5,5 km lang, weist 90 Höhenmeter auf und beginnt am Wasserschloss Werdringen mit einer Orientierungstafel. Von dort weisen Schilder mit der Aufschrift Geopfad den Weg. Neun Abzweigungen, als Geostopp bezeichnet, führen zu geologischen Aufschlüssen und Sehenswürdigkeiten, die durch Hinweistafeln genauer erläutert werden. Beispielsweise wird über die Zeche Kaysbergerbank berichtet oder über die Herkunft des Baumaterials für den Ruhr-Viadukt, sowie über den Übertageabbau von Steinkohle oder sichtbare Baumversteinerungen im Sandstein.
Der Geopfad Kaisberg ist eine Teilstrecke der geotouristischen Wanderstrecke GeoRoute Ruhr – durch das Tal des Schwarzen Goldes im Geopark Ruhrgebiet.